# زهراوية الدم
زهراوية الدم (الاسم العلمي: Haemantheae) هي قبيلة من النباتات تتبع فصيلة النرجسية من رتبة الهليونيات.

## أجناس زهراوية الدم
- زهرة الدم